# Leskeodon gracilis
Leskeodon gracilis là một loài rêu trong họ Daltoniaceae. Loài này được Ångström Broth. ex Paris mô tả khoa học đầu tiên năm 1909.